# مزرعه ملا
مزرعه ملا روستایی در دهستان علی‌آباد بخش مرکزی شهرستان تفت استان یزد ایران است.

## جمعیت
بر پایه سرشماری عمومی نفوس و مسکن در سال ۱۳۹۵ جمعیت این روستا ۲۸ نفر (۱۴خانوار) بوده‌است.